# John David Barrow
John David Barrow FRS (Londres, 29 de novembro de 1952 – Cambridge, 26 de setembro de 2020) foi um cosmólogo, físico e matemático inglês. Foi professor pesquisador de ciências matemáticas da Universidade de Cambridge. Barrow foi também um escritor de ciências e dramaturgo amador.
Morreu no dia 26 de setembro de 2020 em Cambridge de câncer colorretal.

## Livros
Em inglês:
1. Cosmic Imagery: Key Images in the History of Science. ISBN 978-0224075237
2. New Theories of Everything. ISBN 978-0192807212
3. Between Inner Space and Outer Space: Essays on the Science, Art, and Philosophy of the Origin of the Universe
4. Impossibility: Limits of Science and the Science of Limits.  ISBN 0-09-977211-6
5. Material Content of the Universe
6. Pi in the Sky: Counting, Thinking, and Being
7. Science and Ultimate Reality: Quantum Theory, Cosmology and Complexity
8. The Artful Universe: The Cosmic Source of Human Creativity
9. The Book of Nothing: Vacuums, Voids, and the Latest Ideas about the Origins of the Universe
10. The Infinite Book: A Short Guide to the Boundless, Timeless and Endless
11. The Left Hand of Creation: The Origin and Evolution of the Expanding Universe
12. The Origin of the Universe: To the Edge of Space and Time
13. The Universe That Discovered Itself
14. The World Within the World
15. Theories of Everything: The Quest for Ultimate Explanation
16. The Constants of Nature: The Numbers that Encode the Deepest Secrets of the Universe
17. 100 Essential Things You Didn't Know You Didn't Know
18. Mathletics: A Scientist Explains 100 Amazing Things About The World of Sports

Em outras línguas:
1. L'Homme et le Cosmos (em francês)
2. Perché il Mondo è Matematico? (em italiano)

### Publicações disponíveis na Internet
- Chaos in Numberland: the secret life of continued fractions
- Chaos
- Mathematics and Sports
- Connections in Space website and CD Rom on mathematical and artistic aspects of space, with R. Bright, M. Kemp i N. Mee
- Outer space - A Sense of Balance
- Living in a Simulation, 2003.
- Outer Space - Independence Day
- Solution to A Sense of Balance
- Outer Space - Rugby and Relativity
- Solution to Independence Day
- Wagons Roll
- Solution to Rugby and Relativity